# 대한민국 형사소송법 제200조
대한민국 형사소송법 제200조는 관할위반의 판결에 대한 형사소송법의 조문이다.

## 조문
제200조(피의자의 출석요구)검사 또는 사법경찰관은 수사에 필요한 때에는 피의자의 출석을 요구하여 진술을 들을 수 있다. [전문개정 2007.6.1.]

## 해설
피의자에 대하여 출석을 요구할 때에는 출석요구서를 발부하며, 신속한 출석요구 등을 위하여 필요한 경우에는 전화, 모사전송, 그 밖의 상당한 방법으로 출석요구를 할 수 있다.

## 참고 문헌
- 손동권 신이철, 새로운 형사소송법(초판, 2013), 세창, 2013. ISBN 9788984114081